# ويليام أو. بارنارد
ويليام أو. بارنارد هو قاضي ومحامي وسياسي أمريكي، ولد في 25 أكتوبر 1852 في ليبرتي في الولايات المتحدة، وتوفي في 8 أبريل 1939 في نيو كاسل في الولايات المتحدة. نشط حزبياً في الحزب الجمهوري. وقد انتخب عضو مجلس النواب الأمريكي ‏.